# Arthur Brijs
Arthur François Brijs (Oordegem, 31 december 1878 - Amsterdam, 19 november 1924) was een Belgisch reder en politicus voor de Katholieke Partij / Katholiek Verbond van België.

## Levensloop
Brijs was reder bij de rederij Lloyd Royal Belge.
In mei 1920 werd hij katholiek senator, in vervanging van de socialist Pierre Spillemaeckers, van wie de verkiezing door de Senaat ongeldig was verklaard. Hij bleef dit mandaat vervullen tot aan zijn overlijden, op nog jonge leeftijd.